# Charles Young Buffalo Soldiers National Monument
Le Charles Young Buffalo Soldiers National Monument est un monument national américain désigné comme tel par le président des États-Unis Barack Obama le 25 mars 2013. Il protège un édifice associé à Charles Young à Wilberforce, dans l'Ohio.